# Karol Piegza
Karol Piegza (ur. 1899 w Łazach, zm. 1988 w Jabłonkowie) – polski nauczyciel, pisarz, folklorysta, fotograf oraz malarz z Zaolzia na Śląsku Cieszyńskim.

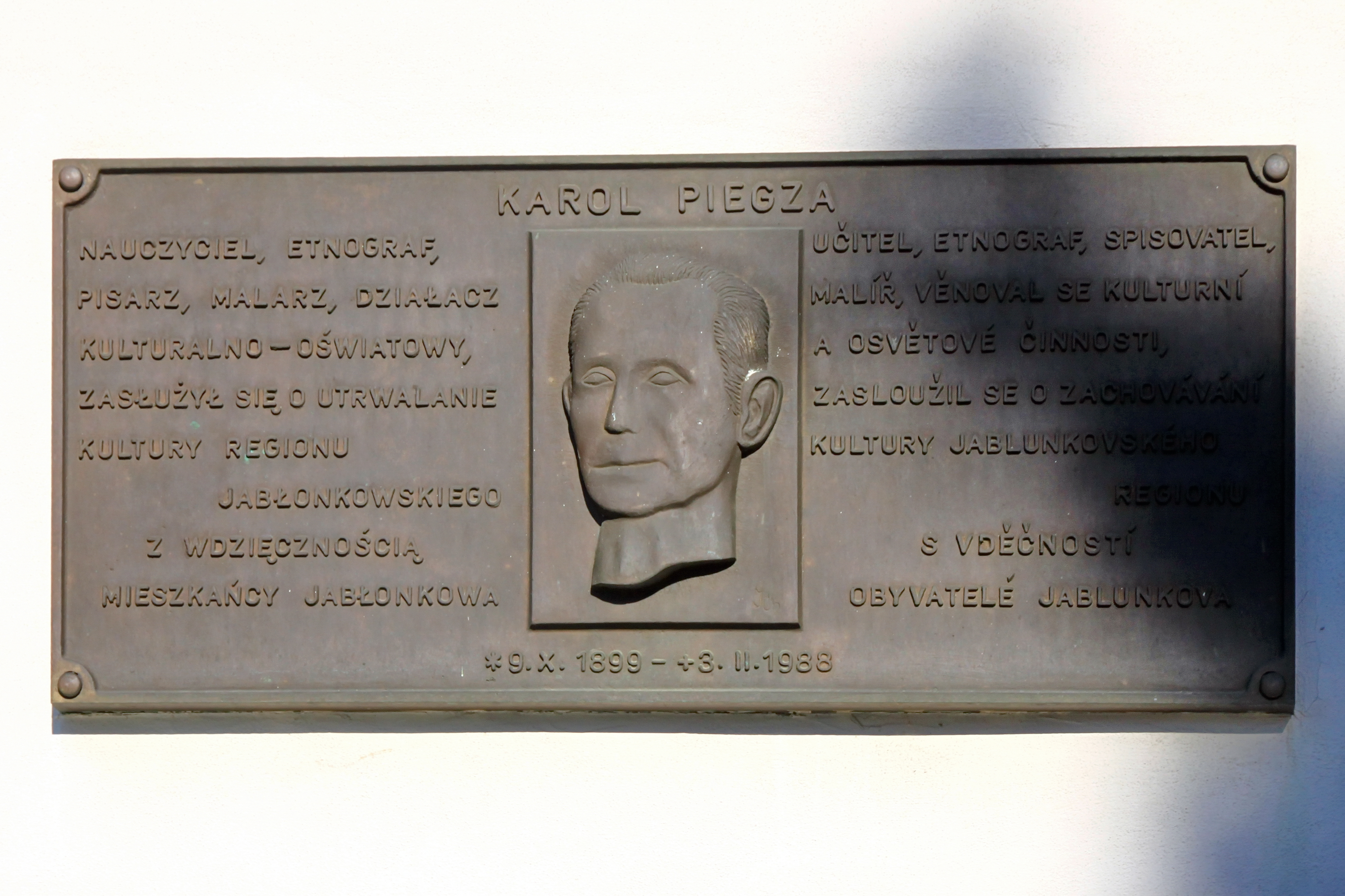
Tablica pamiątkowa na budynku PZKO w Jabłonkowie

## Życiorys
Piegza urodził się Łazach jako syn górnika. Pracował w kopalni, od momentu gdy skończył 14 lat. W czasie pracy słuchał historii opowiadanych przez górników, które miały wpływ na jego wczesną twórczość.
W początku roku 1918 Piegza został powołany do armii austro-węgierskiej i w czasie I wojny światowej wysłany na front włoski.
Po wojnie był aktywnym działaczem społecznym w wielu organizacjach. Ukończył szkołę nauczycielską w Cieszynie i podjął pracę jako nauczyciel w polskich szkołach w Łazach, Orłowej i Stonawie, a po II wojnie światowej w Jabłonkowie. Był także dyrektorem szkół w Łazach, Stonawie i Jabłonkowie.
W czasie II wojny światowej Piegza był więźniem obozów koncentracyjnych Dachau oraz Mauthausen-Gusen. Po wojnie osiadł w Jabłonkowie, gdzie w latach 1945–1960 był dyrektorem polskiej szkoły.

## Twórczość
Piegza pisał w literackim języku polskim oraz w gwarze cieszyńskiej. Jego książki związane były z folklorem regionu zaolziańskiego bardzo często góralskiego.
Po jego śmierci w Jabłonkowie otworzono małe muzeum poświęcone jego osobie.

### Broszury
- Malarze śląscy (1937)
- Kozubowa (1939)
- Ceramika cieszyńska (1971)
- Komedianci (1979)
- Cieszyńskie skrzynie malowane (1983)

### Zbiory opowiadań
- Sękaci ludzie (1963) i (1979)
- Opowiadania beskidzkie (1971)
- Tam pod Kozubową (1974)

### Zbiory poezji
- Echa spod hałdy (1975)

### Inne
- Hawiyrski bojki (1952)
- Gajdosz z Kurajki (1953)
- Toporem pisane (1955)
- Nowele beskidzkie (1961)